# Кокосовий цукор
Кокосовий цукор — це різновид пальмового цукру, що отримується з соку кокосової пальми.

## Виробництво
Кокосовий цукор виробляється у вигляді цукрового піску, нерафінованих блоків або сиропу.
Виробництво кокосового цукру — це двоетапний процес. Він починається зі збору врожаю. Фермери роблять розріз на пальмі, і пальмовий сік починає текти з нього в бамбукові контейнери. Сік напівпрозорий і на 80 % складається з води. Зібраний сік потім переливається в більші чани (воки) і упарюється на повільному вогні. Коли вода випаровується, сік починає перетворюватися в густий сироп. Далі його можна використовувати безпосередньо в такому вигляді, або ж піддати подальшому упарюванню аж до переходу в твердий стан. Твердий кокосовий цукор продається у вигляді блоків, м'якої пасти або цукрового піску (дрібного кристалічного цукру).
Коричневий колір кокосового цукру, який стає більш інтенсивним в міру упарювання соку, в основному обумовлений його карамелізацією.

## Кулінарне застосування
Кокосовий цукор широко використовується на Шрі-Ланці у вигляді сиропу або блоків. Такий цукор на Шрі-Ланці називається пол хакуру (පොල් හකුරු), однак йому складають конкуренцію, зокрема, блоковий тростинний та інші сорти пальмового цукру.
В індонезійській кухні кокосовий цукор називається гула джава («Яванський цукор») або гула міра («червоний цукор»). Деякі індонезійські продукти харчування традиційно виробляються з кокосовим цукром, в тому числі кекап маніс (солодкий соєвий соус) і денденг (м'ясна страва).
Під назвою гула мелака («Малаккський цукор») кокосовий цукор широко використовується в Малайзії. Широко відомий він і в інших країнах Південно-Східної Азії.

## Смак та аромат
Кокосовий цукор помірно солодкий, трохи схожий на тростинний цукор, але має дещо інший смак. Колір, солодкість та смак кокосового цукру можуть варіюватися в залежності від використаного різновиду кокосової пальми, сезону, коли сік був зібраний, місця, де він був зібраний, і/або способу упарювання соку.
Хоча останнім часом використання кокосового цукру як підсолоджувача стало більш поширеним у розвинених країнах, немає жодних наукових доказів того, що кокосовий цукор більш поживний або корисний, ніж звичайний. Основними вуглеводами кокосового цукру є сахароза (70-79 %), глюкоза та фруктоза (по 3—9 %).